# Снагов
Снагов (рум. Snagov) — село у повіті Ілфов в Румунії. Входить до складу комуни Снагов.
Село розташоване на відстані 30 км на північ від Бухареста, 114 км на південний схід від Брашова.

## Населення
За даними перепису населення 2002 року у селі проживали 1484 особи, з них 1476 осіб (99,5%) румунів. Рідною мовою 1476 осіб (99,5%) назвали румунську.